# Coalition olivier
Pour les articles homonymes, voir Olivier (homonymie).
En Belgique francophone (Région wallonne et Région de Bruxelles-Capitale), l'expression coalition olivier désigne une coalition dite progressiste, c'est-à-dire entre le Parti socialiste, Ecolo et le Centre démocrate humaniste (ex-Parti social-chrétien). Il s'agit d'un clin d'œil à L'Olivier italien, bien que la situation politique soit difficilement comparable.
Au niveau communal en effet, tous les types de coalitions existent, tant "rouge romaine" (socialistes et chrétiens) que "mauve" ou "laïque" (socialistes et libéraux, le caractère laïque de ces derniers s'est toutefois fort estompé depuis un quart de siècle, avec des variations locales), "petit olivier", voire "arc-en-ciel" (socialistes, libéraux et écologistes, comme pour le gouvernement fédéral en 1999-2003). Dans trois communes bruxelloises contigües, Saint-Gilles, Anderlecht et Bruxelles-ville, le PS est respectivement allié aux libéraux contre le CDH et Ecolo, dans l'opposition contre une coalition libérale-écologiste (plus les démocrates-chrétiens flamands) et en coalition avec le CDH et Ecolo contre les libéraux.
Au niveau régional bruxellois, la coalition est de type "petit olivier" (plus les indispensables partis flamands), au niveau communautaire francophone rouge romaine, au niveau fédéral mauve. Étant donné que certains élus cumulent des mandats communal et régional ou communal et fédéral, cela aboutit à une certaine schizophrénie politique.
Le concept de "Petit olivier" a eu un homologue en 1996 côté flamand, le Sienjaal de Maurits Coppieters et Norbert De Batselier, concrétisé depuis 2003 dans le cartel électoral SP.A-Spirit qui a tenté, en vain, de s'étendre au parti écologiste Agalev. Le refus des dirigeants et d'une majorité de membres de ce dernier de rejoindre ce cartel des gauches à domination socialiste a provoqué le départ de quelques militants et élus écologistes vers un des deux partis du cartel.
L'idée de rassemblement des progressistes est ancienne en Belgique, elle a notamment connu une certaine vigueur en 1945, entre les mouvements issus de la résistance au nazisme, mais son incarnation partidaire, l’Union démocratique belge, ne put surmonter la pilarisation et l'opposition entre socialistes laïcs et démocrates-chrétiens.
Le 1er mai 1969, le dirigeant socialiste Léo Collard  lance un appel en faveur d'un rassemblement des
progressistes, qui reste sans lendemains.
Dans les années 1980, l'aile gauche du Front démocratique des francophones fait scission sous la dénomination de Rassemblement démocratique bruxellois, qui présente des candidats (Serge Moureaux, Léon Defosset) sur les listes PS, mais les membres du RDB (dont beaucoup d'élus communaux) finissent par adhérer individuellement au PS. Paradoxalement, cette hémorragie provoquera un rapprochement du FDF avec les libéraux, qui se concrétisera dans un cartel FDF-PRL et in fine dans la constitution du MR.
La constitution d'un pôle de centre-droit autour de Louis Michel et du Parti réformateur libéral au sein du nouveau Mouvement réformateur sur le modèle de l'Union pour la démocratie française de Valéry Giscard d'Estaing dans les années 1970 ou de la Maison des libertés (initialement baptisée Pôle des libertés en 1994) de Silvio Berlusconi a provoqué des appels en faveur d'une convergence des gauches, en réalité plus sur le modèle de la Gauche plurielle française, sans structure faîtière, que de L'Olivier italien qui a pour vocation de devenir une fédération des partis de gauche.